# Chrysopogon
Chrysopogon Trin., 1820 è un genere di piante appartenenti alla famiglia delle Poacee. È l'unico genere della sottotribù Chrysopogoninae (Panicoideae, Andropogoneae).

## Tassonomia
Il genere comprende le seguenti specie:
- Chrysopogon aciculatus (Retz.) Trin.
- Chrysopogon argutus (Nees ex Steud.) Trin. ex B.D.Jacks.
- Chrysopogon asper B.Heyne ex Blatt. & McCann
- Chrysopogon aucheri (Boiss.) Stapf
- Chrysopogon borneensis Henrard
- Chrysopogon castaneus Veldkamp & C.B.Salunkhe
- Chrysopogon celebicus Veldkamp
- Chrysopogon copei N.Mohanan & Ravi
- Chrysopogon crevostii A.Camus
- Chrysopogon densipaniculatus Landge & A.P.Tiwari
- Chrysopogon elongatus (R.Br.) Benth.
- Chrysopogon fallax S.T.Blake
- Chrysopogon festucoides (J.Presl) Veldkamp
- Chrysopogon filipes (Benth.) Reeder
- Chrysopogon fulvibarbis (Trin.) Veldkamp
- Chrysopogon fulvus (Spreng.) Chiov.
- Chrysopogon gryllus (L.) Trin.
- Chrysopogon hackelii (Hook.f.) C.E.C.Fisch.
- Chrysopogon hamiltonii (Hook.f.) Haines
- Chrysopogon humbertianus A.Camus
- Chrysopogon intercedens Veldkamp
- Chrysopogon lancearius (Hook.f.) Haines
- Chrysopogon latifolius S.T.Blake
- Chrysopogon lawsonii (Hook.f.) Veldkamp
- Chrysopogon macleishii Cope
- Chrysopogon micrantherus Veldkamp
- Chrysopogon narayaniae Sunil, Ratheesh & Sivad.
- Chrysopogon nemoralis (Balansa) Holttum
- Chrysopogon nigritanus (Benth.) Veldkamp
- Chrysopogon nodulibarbis (Hochst. ex Steud.) Henrard
- Chrysopogon oliganthus Veldkamp
- Chrysopogon orientalis (Desv.) A.Camus
- Chrysopogon pallidus (R.Br.) Trin. ex Steud.
- Chrysopogon pauciflorus (Chapm.) Benth. ex Vasey
- Chrysopogon perlaxus Bor
- Chrysopogon plumulosus Hochst.
- Chrysopogon polyphyllus (Hack. ex Hook.f.) Blatt. & McCann
- Chrysopogon pseudozeylanicus K.G.Bhat & Nagendran
- Chrysopogon purushothamanii Ravi, N.Mohanan & Kiran Raj
- Chrysopogon rigidus (B.K.Simon) Veldkamp
- Chrysopogon schmidianus A.Camus
- Chrysopogon serrulatus Trin.
- Chrysopogon setifolius Stapf
- Chrysopogon shrirangii Tarbej, Pooja Mane & Potdar
- Chrysopogon subtilis (Steud.) Miq.
- Chrysopogon sylvaticus C.E.Hubb.
- Chrysopogon tadulingamii Sreek., V.J.Nair & N.C.Nair
- Chrysopogon tenuiculmis Henrard
- Chrysopogon velutinus (Hook.f.) Bor
- Chrysopogon verticillatus (Roxb.) Trin. ex Steud.
- Chrysopogon zizanioides (L.) Roberty